# Rip Hunter, Time Master
Rip Hunter, Time Master (dt. Rip Hunter, Beherrscher der Zeit, sinngemäß: Rip Hunter, Bezwinger von Zeit und Raum) ist der Titel einer Reihe von Comicveröffentlichungen, die der US-amerikanische Verlag DC-Comics seit 1959 herausgibt.
Die Geschichten um Rip Hunter, die dem Science-Fiction- und Abenteuer-Genre zuzurechnen sind, gehen auf den Autor Jack Miller und den Zeichner Ruben Moreira zurück, die die Figur und die ihren Abenteuern zugrundeliegende Handlungsprämisse entwickelten und die frühen Comics der Reihe gestalteten.

## Veröffentlichungsdaten
Die ersten „Rip Hunter“-Geschichten brachte DC-Comics 1959 innerhalb der von Ausgabe zu Ausgabe mit wechselnden Inhalten bestückten Anthologie-Serie Showcase auf den Markt. Die erste Rip-Hunter-Geschichte – aus der Feder des Autors Jack Miller und seines Zeichners Ruben Moreira – erschien in der Ausgabe #20 der Serie, die im Mai–Juni 1959 erschien. Nachdem dieses Heft und einige weitere mit „Rip Hunter“-Geschichten gefüllte Ausgaben des Folgejahres sich zufriedenstellend verkauft hatten, begann DC 1961 mit der Veröffentlichung einer eigenständigen Rip-Hunter-Serie, die den Titel Rip Hunter. Time Master erhielt und deren erste Ausgabe im März–April 1961 erschien.
Die Serie erschien fortan in zweimonatlichem Rhythmus und lief bis November–Dezember 1965, als sie wegen schwindender Verkaufszahlen mit der Ausgabe #29 eingestellt wurde. Neben Miller und Moreira arbeitete unter anderem der Zeichner Bill Ely an der Serie.
In den frühen 1980er Jahren folgten weitere Rip Hunter Stories, die DC als ein sogenanntes „Back-Up-Feature“ im hinteren Teil der Hefte der Serie DC-Comics Presents veröffentlichte, deren Hauptgeschichten von den Abenteuern des Heroen Superman handelten. Zwischen 1987 und 1989 spielten einige Konzepte aus den „Rip Hunter“-Geschichten eine maßgebliche Rolle in der heiteren Zeitreise-Serie Booster Gold von Dan Jurgens.
1990 folgte eine achtteilige Miniserie unter dem Titel Time Masters von den Autoren Bob Wayne und Lewis Shiner, die Rip Hunters Hintergrundgeschichte vertiefte und modernisierte. Seither sind der Charakter Rip Hunter und die sich um seine Person rankenden Konzepte vor allem als Nebenfigur und instrumentelle Versatzstücke in anderen Serien wie Superman, JSA oder den Miniserien Zero Hour  und The Kingdom verwendet worden. Gegenwärtig tritt Rip Hunter als reguläre Nebenfigur in der neuen, zweiten Booster Gold-Serie auf.

## Handlung
Rip Hunter beschreibt die Abenteuer eines gleichnamigen Wissenschaftlers und Abenteurers, der mit Hilfe eines von ihm selbst gefertigten technischen Gerätes, der sogenannten „Zeitkugel“ („Time Sphere“), durch Raum und Zeit reist, um die Vergangenheit und die Zukunft zu erforschen. Auf diesen Reisen, auf die Hunter in seinen frühen Abenteuern in den 1950er und 1960er Jahren von seinem Assistenten Jeff Smith, seiner Freundin Bonnie Baxter und ihrem kleinen Bruder Corky begleitet wird, muss er sich üblicherweise gegen allerlei „handelsübliche“ Herausforderungen aus dem Gefahren-Repertoire des Science-Fiction-Genres erwehren – so Dinosaurier, Außerirdische, Monster und sprechende Affen.
Die modernen Rip-Hunter-Geschichten von 1990 schildern seinen Kampf gegen die mysteriösen Illuminati, während seine Gastauftritte in Serien wie Superman oder JSA von seiner Mitgliedschaft bei den Linear Men, einer Art Polizeitruppe zum Schutze des Zeitstroms, handeln. Die Linear Men statten Hunter – der inzwischen ergraut ist – auch mit einem optischen Implantat aus, das sein rechtes Auge und einen Teil seines Gesichtsfeldes bedeckt. In der Miniserie The Kingdom hilft Hunter Superman, Batman und Wonder Woman im Kampf gegen den Zeiten und Dimensionen durchreisenden Erzschurken Gog und überwirft sich darüber mit den Linear Men, da er damit deren eherne Prinzipien zur Aufrechterhaltung der Integrität des Zeitstroms verletzt. In der Superman-Saga Our World's At War werden Hunter und die übrigen Linear Men getötet, überleben dies paradoxerweise jedoch, da ihre „Essenz“ bestehen bleibt, was sie in die Lage versetzt, sich auf telepsychoplastischem Wege neue materielle Körper aus Nicht-Materie formen zu können. Später wird die Essenz der Linear Men jedoch von den göttlichen Wesen der Quintessenz zerstreut, so dass sie sterben. An die Stelle des „alten Hunters“, der aus dem „alten Universum“ stammt und der nun – nachdem er als einer von nur einer Handvoll Charakteren das Ende seines eigentlichen Universums [Pre Crisis DC-Universe] in der epischen Storyline „Crisis on Infinite Earths“ von 1986 auf wundersame Weise überdauert hatte und bis zu den DC-Comics-Geschichten von 2005 überlebt hatte – nach langer „Verspätung“ doch gestorben ist, tritt ein anderer Hunter an seine Stelle: Sein Gegenstück (Rip Hunter II) aus dem neuen, nach der 1986 „Crisis“-Storyline ins Leben gerufenen, Universums (Post Crisis DC-Universe), der nun verspätet seine Rolle als „Rip Hunter des neuen Universums“ aufnimmt, die zuvor von dem übrig gebliebenen „alten Hunter“ okkupiert worden war.
In der zweiten „Booster Gold“-Serie, die seit 2007 läuft, unterstützt Hunter – der nun jung und „makellos“ und nicht mehr weißhaarig und mit kybernetischen Prothesen versehen ist – der nun in einer Bunkeranlage unterhalb von Arizona lebt, in der er allerlei Zeitreise-Trophäen und Devotionalien angehäuft hat, den Titelhelden der Serie und seinen Roboterfreund Skeets, indem er ihnen Ratschläge erteilt und sie mit technologischen Hilfeleistungen ausstattet.
In den Serien Infinite Crisis und 52 spielt Hunter eine große Rolle, indem er die „wahre Natur“ des Universums als einer durch verschiedene energetische Schwingungen getrennten Aufeinanderfolge von „Parallelerden“, die zusammen die sogenannte Hypertime bilden, aufdeckt, und so entscheidend zum Sieg der Helden der Serie (Superman u. a.) beiträgt und die Existenz des Multiversums enthüllt.

## In anderen Medien
In der Fernsehserie Legends of Tomorrow gehörte die Figur des Rip Hunter zu den Hauptcharakteren. Dargestellt wird er hierbei von Arthur Darvill.